# Гудеа
Гудеа — правитель (энси) шумерского города-государства Лагаш, правил приблизительно в 2142 — 2122 годах до н. э., из II династии Лагаша. Гудеа, несомненно, является одной из самых выдающихся личностей в древней истории Ближнего Востока.